# Staffan Tällberg
Curt Staffan Tällberg (* 17. April 1970 in Bollnäs) ist ein ehemaliger schwedischer Skispringer.

## Werdegang
Tällberg gab am 30. Dezember 1986 im Rahmen des Auftaktspringens zur Vierschanzentournee 1986/87 in Oberstdorf sein Debüt im Skisprung-Weltcup. Alle Springen der Tournee beendete er auf hinteren Rängen. Zu Beginn der Saison 1987/88 konnte er bereits im ersten Springen von der Normalschanze in Sapporo mit dem 6. Platz eine Platzierung unter den besten zehn erreichen. Einen Tag später gelang ihm von der Großschanze mit einem 3. Platz erstmals der Sprung aufs Podium. Bei der Vierschanzentournee 1987/88 konnte er in Oberstdorf und Garmisch-Partenkirchen ebenfalls aufs Podium springen. Bei der Junioren-Weltmeisterschaft 1988 in Saalfelden gewann er die Silbermedaille von der Normalschanze. Kurz darauf wurde er zudem Schwedischer Meister von der Normalschanze. Bei den Olympischen Winterspielen 1988 in Calgary sprang Tällberg von der Normal- sowie der Großschanze auf den 8. Platz. Im Teamspringen wurde er gemeinsam mit Anders Daun, Jan Boklöv und seinem Bruder Per-Inge Tällberg Siebenter. Bei der Nordischen Skiweltmeisterschaft 1989 in Lahti sprang Tällberg von der Normalschanze auf den 26. und von der Großschanze auf den 19. Platz. Im Teamspringen erreichte er mit der Mannschaft den 5. Platz. Bei der Junioren-Weltmeisterschaft 1989 im norwegischen Vang konnte Tällberg von der Normalschanze erneut die Bronzemedaille gewinnen. Nach der Weltmeisterschaft dauerte es einige Zeit, bis er wieder an alte Leistungen anknüpfen konnte. Erst am 12. Januar 1990 gelang ihm in Harrachov wieder der Sprung unter die besten zehn. Am 17. März 1991 konnte er in Oslo am Holmenkollen erstmals mit dem 3. Platz wieder aufs Podium springen, bevor er nur sechs Tage später in Planica beim Skifliegen seinen ersten und einzigen Weltcup-Sieg feiern konnte. Tällberg ist zugleich der bis heute letzte Schwede, der einen Weltcupsieg im Skispringen erringen konnte (Stand: 20. Januar 2023). In der folgenden Saison gelang ihm in Sapporo und in Predazzo noch einmal der Sprung aufs Podium. Anschließend wurden vordere Platzierungen selten. 1996 beendete Tällberg seine aktive Skisprungkarriere.

## Erfolge

### Weltcupsiege im Einzel
| Nr. | Datum         | Ort     | Typ         |
| --- | ------------- | ------- | ----------- |
| 1.  | 23. März 1991 | Planica | Flugschanze |